# Cynaeda similella
Cynaeda similella là một loài bướm đêm trong họ Crambidae.